# Polgári engedetlenség
A polgári engedetlenség egy erőszakmentes politikai tiltakozási forma. Célja, hogy elérje a hatalom nyilvános tevékenységének (pl. konkrét jogszabálynak, hatósági intézkedésnek) a megváltoztatását vagy annak módosítását. Konkrét kérdésben az államhatalommal való együttműködés nyilvános megtagadása, vállalva annak a lehetséges következményeit is, hogy bármely vonatkozásban jogellenesnek fogják minősíteni.
Varga Csaba jogtudós 2007-ben megjelent megfogalmazása szerint:

„A polgári engedetlenség nem jogi fogalom. Még a jog legtágabban megvont fogalmának sem része, hiszen épp a fennálló jog kötelező erejét tagadja egy magasabb rend érvényére hivatkozással, és szembeszegülésének pontosan az a célja, hogy elérje e jog megváltozását. ”

## Fokozatai
a) Nem engedélyezett békés tüntetés, tiltakozás a közigazgatás tevékenysége ellen:
tiltott ülősztrájk
tiltott útlezárás
létesítmények, területek önkényes elfoglalása
közigazgatási intézmény rendezvényének megzavarása
b) a közigazgatási törvény, rendelet vagy utasítás megtagadása:
a közpénz befizetésének megtagadása
a katonai szolgálat megtagadása
c) a meglévő közigazgatás és a közintézmények semmibe vétele és helyettük új létrehozása.[forrás?]

## Eszmei alapjai
Immanuel Kant szerint „Cselekedj úgy, hogy akaratod maximája mindenkor egyszersmind általános törvényhozás elveként érvényesülhessen.” 
Kant kategorikus imperatívusza nyomán Johann Gottlieb Fichte német filozófus 1796-ban publikálta A természetjog alapja című írását.
A modern jogfilozófiai viták központi témája a jog és erkölcs kapcsolata, valamint a jogi pozitivizmus és a természetjogi diszciplínák vetélkedése. A természetjogi gondolkodók szerint a jog mint társadalmi intézmény nem pusztán a törvényekként megjelenő és alkalmazott jog, hanem annak keretét nyújtó más morális, konvencionális, vallási és szokásszerű normák, amelyek hasonló módon befolyásolják és megszabják a társadalom jogilag szabályozott területeit.
A jogi pozitivizmus hívei a természetjogi megközelítést vitatják. E nézetek ütközése – többek között – a polgári engedetlenség eltérő erkölcsi és jogi megítélésére vezet.

## Története
A polgári engedetlenség eredete a felvilágosodás korához, a kispolgárság tömegeinek kialakulásához és a demokrácia (népuralom) bevezetéséhez kapcsolódik. A demokráciában a közhatalom feladata, hogy védje a nép (polgárság) szabadságát, tulajdonát és biztonságát. Ha a közhatalom nem teljesíti a tőle elvárt feladatokat, a törvényeket a maguk céljaira formálják, vagy ha az sérti a társadalmi igazságosság elvét, például a többség akaratát rákényszeríti egy kisebbségre, akkor a polgároknak jogukban áll rámutatni erre, és ha szükséges, akkor pedig morális joguk ellenállni. A polgári ellenállás támogatói szerint az állampolgároknak kell rámutatniuk a társadalmi igazságtalanságokra. Azonban előfordul, hogy a tiltakozás törvényes módját (a hatalom képviselőjének megkeresése, beadvány írása, tüntetésen való részvétel) figyelmen kívül hagyja a közhatalom. Ilyenkor a polgároknak még a törvények megsértése útján is meg kell tenniük, hogy jobb belátásra ösztönözzék a sokak által tévedhetetlennek tartott közhatalmat, ugyanis a kialakult helyzet lehet olyan rossz, hogy megalkuvásnak számít annak létét elfogadni.

## Vélemények a polgári engedetlenségről
- Henry David Thoreau „A polgári engedetlenség iránti kötelesség” című műve szerint, egy magasabb rendű törvény alapján minden embernek kötelessége megtagadni az együttműködést és elviselni az ezzel járó büntetést, ha az állam igazságtalan politikát folytat.
- Mahátma Gandhi szerint a polgári engedetlenség „az ember veleszületett joga, melyet nem lehet feladni az önbecsülés elvesztése nélkül”, de csak akkor szabad élni vele, ha az engedetlenek ezt megelőzően már minden más tiltakozási formát (például tárgyalás, petíció, jogi út) kipróbáltak.
- John Rawls szerint akkor lehet polgári engedetlenségi akciót kezdeményezni, ha olyan veszélyhelyzet áll fenn, amely ellen már nem lehet a szokásos demokratikus és választásokon alapuló módszerekkel felvenni a harcot.
- Gene Sharp (1929–2018) szerint, szinte biztos sikert arat az olyan erőszakmentesen végigvitt polgári engedetlenségi akció, amelyhez sokan csatlakoznak.
- Pintér Sándor belügyminiszter: „Jogot végeztem, nem ismerem ezt a kifejezést” – mondta a tanárok polgári engedetlenségként meghirdetett tiltakozásáról. Pintér szerint az „egyszemélyes polgári engedetlenség” sem értelmezhető, nem része a jogrendnek, így nem fogadható el.[5]